# Club Deportivo Mirandés 2013-2014
Questa voce raccoglie le informazioni riguardanti il Club Deportivo Mirandés nelle competizioni ufficiali della stagione 2013-2014.

## Rosa
| N. |                   | Ruolo | Calciatore       |
| -- | ----------------- | ----- | ---------------- |
| 1  | Spagna (bandiera) | P     | Bernardo         |
| 2  | Spagna (bandiera) | D     | Javier Flaño     |
| 3  | Spagna (bandiera) | D     | Koikili          |
| 4  | Spagna (bandiera) | D     | César Caneda     |
| 5  | Spagna (bandiera) | D     | Manuel Lucena    |
| 6  | Spagna (bandiera) | C     | Txomin Nagore    |
| 7  | Spagna (bandiera) | C     | Antxón Muneta    |
| 8  | Spagna (bandiera) | C     | Iván Agustín     |
| 9  | Spagna (bandiera) | C     | Joseba Garmendia |
| 10 | Spagna (bandiera) | A     | Asier Goiria     |
| 11 | Spagna (bandiera) | A     | Aritz Mújika     |
| 13 | Cile (bandiera)   | P     | Francisco Prieto |
| 14 | Spagna (bandiera) | A     | Pablo Infante    |

| N. |                   | Ruolo | Calciatore              |
| -- | ----------------- | ----- | ----------------------- |
| 15 | Spagna (bandiera) | C     | Iñigo Ruiz de Galarreta |
| 16 | Spagna (bandiera) | C     | Borja Docal             |
| 17 | Spagna (bandiera) | D     | José Antonio Ríos       |
| 18 | Spagna (bandiera) | D     | Iván Malón              |
| 19 | Spagna (bandiera) | C     | Igor Martínez           |
| 24 | Spagna (bandiera) | C     | Iriome                  |
| 21 | Spagna (bandiera) | D     | Álvaro Corral           |
| 22 | Spagna (bandiera) | C     | Juan Muñiz              |
| 23 | Spagna (bandiera) | A     | Iñigo Díaz de Cerio     |
| 25 | Spagna (bandiera) | P     | Dani Jiménez            |
| 26 | Spagna (bandiera) | D     | Jon Vega                |
| 27 | Spagna (bandiera) | A     | Asier Barahona          |
|    | Spagna (bandiera) | A     | Luis Morán Sánchez      |